# Творческое объединение «Первый круг»
«Первый круг» — первое профессиональное объединение московских бардов.
В объединение входили Андрей Анпилов, Владимир Бережков, Владимир Капгер, Михаил Кочетков, Виктор Луферов, Александр Мирзаян, Александр Смогул и Надежда Сосновская. С 1987 по 1988 год они были участниками творческого объединения «Театр авторской песни» под руководством Юрия Лореса.
Концертная и гастрольная деятельность «Первого круга» продолжалась с 1988 по 1992 год. Было создано несколько песенных спектаклей и программ, проходили общие и сольные концерты. На свои площадки «Первый круг» приглашал других бардов, в том числе начинающих. Директорами были Олег Чумаченко (1989—1990), Марианна Кононова (Брик) (1990—1992) и Владимир Капгер (1992—1994); звукорежиссерами — Вячеслав Подгорный и Дмитрий Волков; режиссером — Сергей Репецкий. С 1992 года объединение прекратило свое официальное существование, но дружеские и творческие связи сохранились. «Первый круг» выпустил несколько совместных книг и компакт-дисков.

## Концерты
- 1988 — Москва, Свердловск, Киев, Новороссийск, Ямал, Ярославль, Нарва, Кохтла-Ярве, Ташкент, Душанбе, Таллин, Иваново, Псков, Харьков, Запорожье. Спектакли: «Серебряный век», «Своих ушедших оживим», «Облака плывут, облака…».
- 1989 — Москва, Донецк, Салават, Горький, Омск, Уфа, Кишинёв, Бендеры, Бельцы, Владимир, Муром, Александров, Кольчугино, Гусь-Хрустальный, Вязники, Ковров, Славяногорск, Донецк, Запорожье, Душанбе, Тула, Макеевка, Мариуполь. Спектакли: «Серебряный век», «Своих ушедших оживим», «Облака плывут, облака…», «Сам генерал пожал мне руку дверью».
- 1990 — Москва, Ухта, Инта, Сыктывкар, Усинск, Воркута, Сочи, Ленинград, Нижневартовск, Пермь. Спектакли: «Своих ушедших оживим», «Серебряный век», «Облака плывут, облака…», «Сам генерал пожал мне руку дверью», «… есть любовь», «Искусство — это вам не самодеятельность».
- 1991 — Москва, Сочи, Краснодар, Новосибирск. Спектакли: «Серебряный век», «Сам генерал пожал мне руку дверью», «Облака плывут, облака…», «… есть любовь».
- 1992 — Москва, Рязань, Ростов. Спектакли: «Серебряный век», «Облака плывут, облака…», «Сам генерал пожал мне руку дверью».
- 1993, 1994 — Ростов.
- 1995 — Мурманск, Москва.

## Музыкальные альбомы
- 1991 — «Первый круг» (винил, «Мелодия»)
- 1999 — «И мы во дворике, под аркой» (CD, «Мелодия»)
- 2005 — «Первый круг. 15 лет спустя» (CD, «AзиЯ+»)
- 2008 — «Первый круг» (ремастеринг винила (CD)
- 2008 — «Серебряный век» (аудиозапись спектакля) (СD)
- 2013 — «Какая дорога, дорога» (СD в книге, «АзиЯ+»)
- 2018 — «Рояль по кругу» (CD) (C Александром Махнёвым)

## Книги
- Первый круг. Похождения профессионалов. — С.-Пб, : «Вита-Нова», 2005.
- Какая дорога, дорога. — С.-Пб.: «АзиЯ+»; «Вита-Нова», 2013.
- Первый круг. Вольная тема (Сборник стихов). — М.: ООО «Буки - веди», 2023, ISBN 978-5-4465-3905-5